# Aartsbisdom Bujumbura

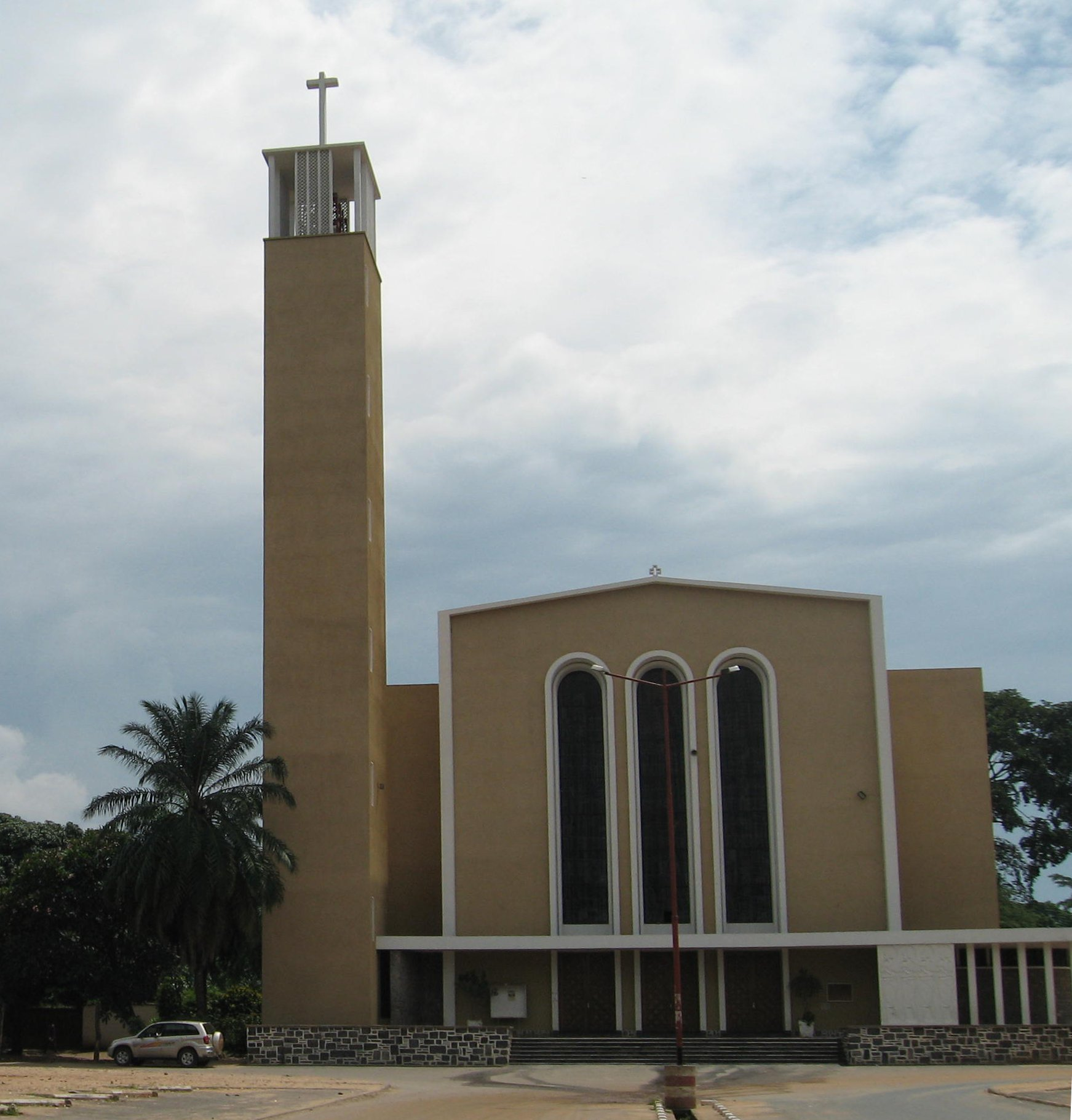
Kathedraal van Bujumbura

Het aartsbisdom Bujumbura (Latijn: Archidioecesis Buiumburaensis) is een rooms-katholiek aartsbisdom met als zetel Bujumbura, de voormalige hoofdstad van Burundi. 

## Geschiedenis
Het aartsbisdom werd opgericht op 11 juni 1959 als het apostolisch vicariaat Usumbura, uit de apostolische vicariaten Kitega en Ngozi. Enkele maanden later, op 10 november, werd het een bisdom. Op 9 oktober 1964 wijzigde het bisdom haar naam naar Bujumbura, en op 25 november 2006 werd het een aartsbisdom.
In 1980 verloor het bisdom gebied voor de oprichting van het bisdom Bubanza.

## Parochies
In 2018 telde het aartsbisdom 33 parochies. Het aartsbisdom had in 2018 een oppervlakte van 2.200 km2 en telde 1.894.191 inwoners waarvan 70,2% rooms-katholiek was.

## Suffragane bisdommen
Bujumbura heeft twee suffragane bisdommen, waarmee het een kerkprovincie vormt:
- Bisdom Bubanza
- Bisdom Bururi

## Bisschoppen
- Michel Ntuyahaga (11 juni 1959 - 14 november 1988)
- Simon Ntamwana (14 november 1988 - 24 januari 1997)
- Evariste Ngoyagoye (21 april 1997 - 24 maart 2018)
- Gervais Banshimiyubusa (24 maart 2018 - heden)